# Kościół św. Jana Chrzciciela w Stawie Noakowskim
Kościół św. Jana Chrzciciela w Stawie Noakowskim – katolicki kościół parafialny znajdujący się we wsi Staw Noakowski w powiecie zamojskim (województwo lubelskie). Należy do dekanatu Szczebrzeszyn.

## Historia
Parafię we wsi erygowano 8 maja 1989 (biskup Bolesław Pylak). Jako pierwszy obiekt kultu służyła drewniana kaplica z 1985. Eksploatowano ją do 1998. Plac pod budowę obecnej świątyni poświęcił biskup Ryszard Karpiński 22 listopada 1986, a kamień węgielny papież Jan Paweł II. Został on wmurowany przez biskupa Karpińskiego 24 czerwca 1989. Modernistyczny, murowany kościół zaprojektowali Rudolf Buchalik, Stefan Chmielowiec i Jan Stańczak. Konsekrował go biskup Jan Śrutwa 22 czerwca 2000.

## Architektura
Bryła zunifikowanych budynków kościoła, dzwonnicy i plebanii przywodzi na myśl żaglowiec. Budynek ma długość 20 metrów, szerokość nawy głównej wynosi 17 metrów, a wysokość "żagla" głównego 20 metrów. Betonowy krzyża na szczycie obiektu ma pięć metrów wysokości. Ściany wykonane są z piaskowca józefowskiego i cegły pełnej kraśnickiej. Stropodach zbudowano ze zbrojonego betonu i wsparto na dwunastu betonowych słupach. W dzwonnicy zawieszone są trzy dzwony: Najświętsza Maryja Panna Królowa Polski, Święty Józef i Jan Paweł II. Poświęcono je 24 czerwca 1994 (biskup Jan Śrutwa).

## Galeria

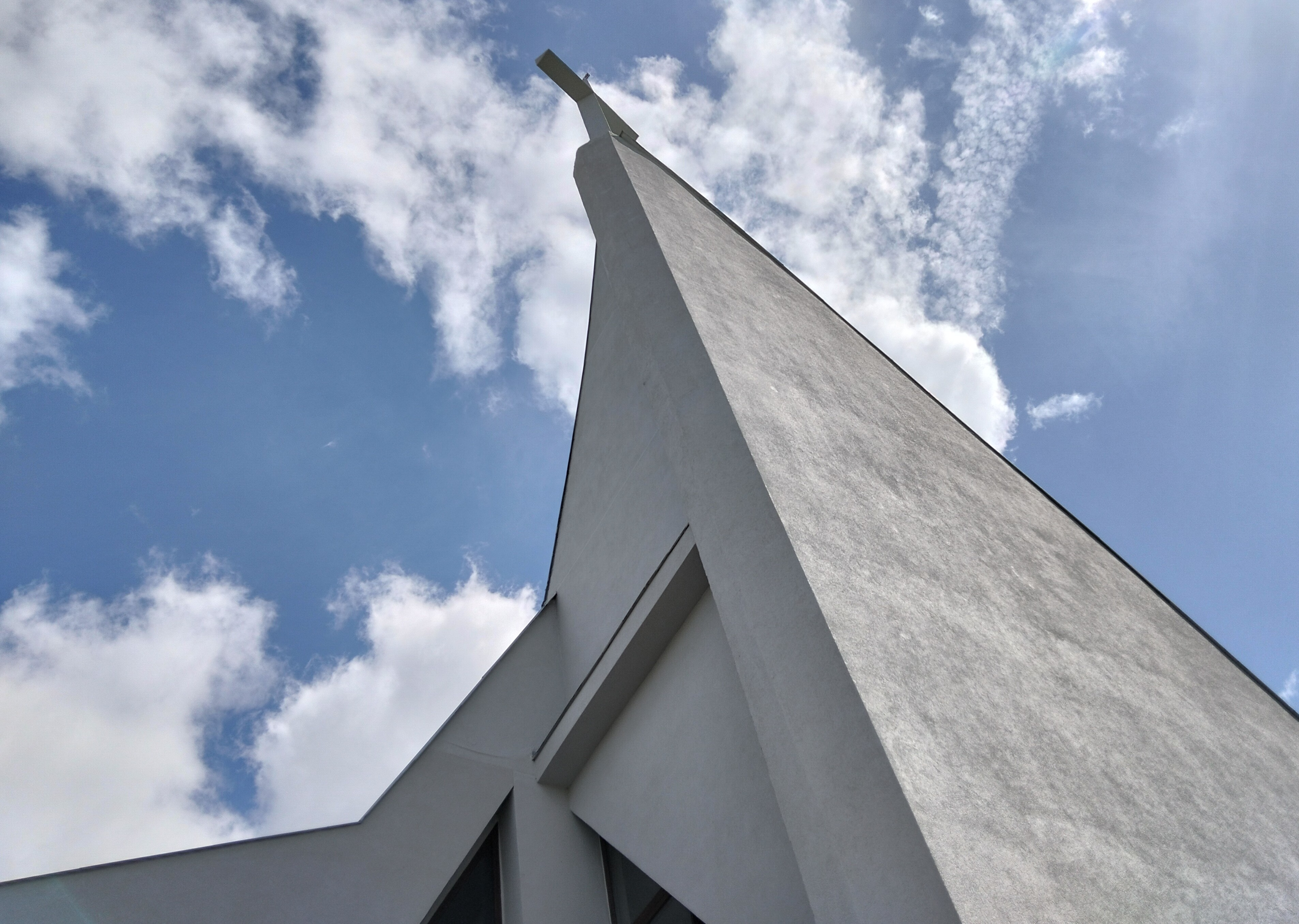
Wieża "żagiel"
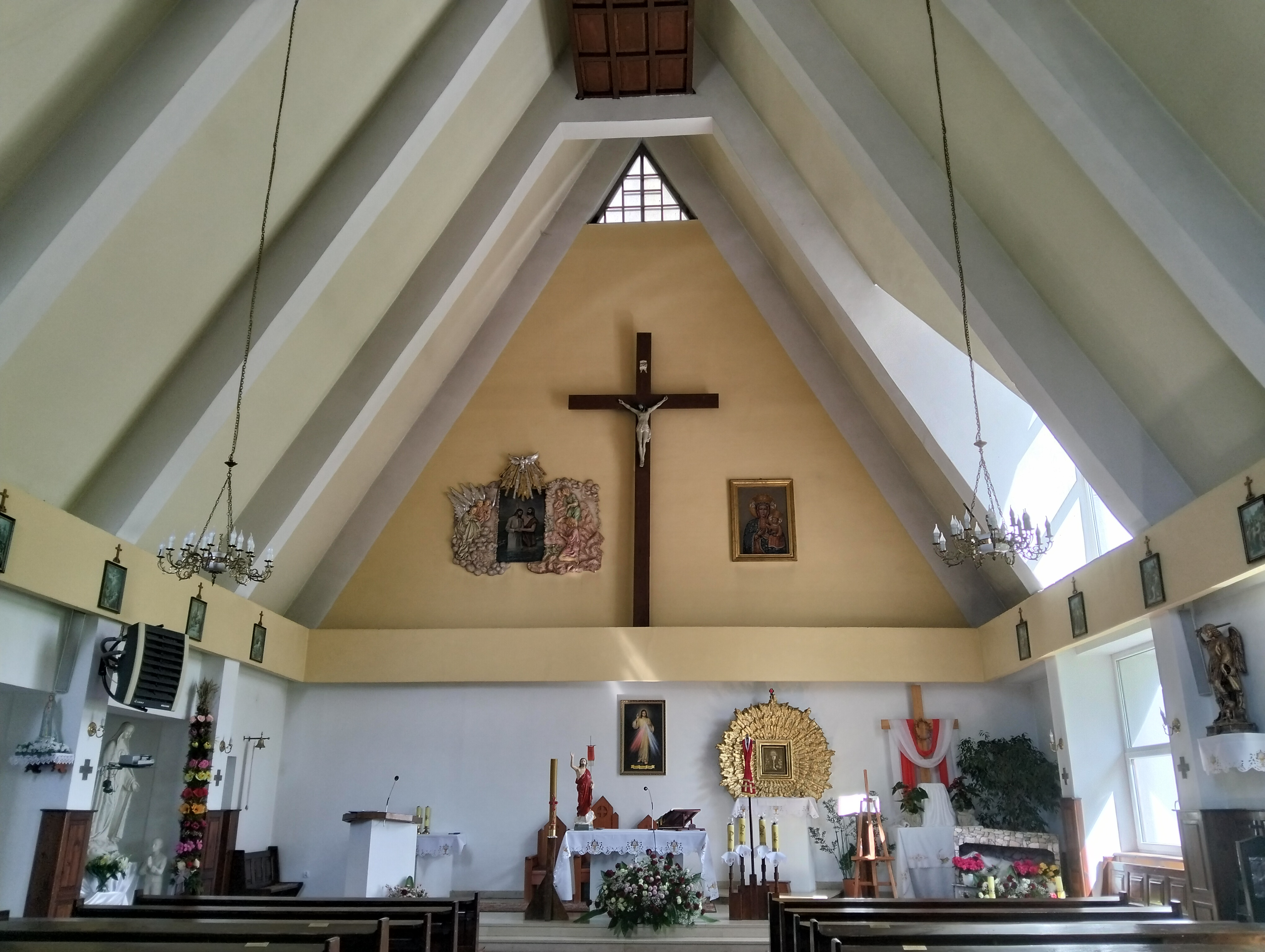
Wnętrze
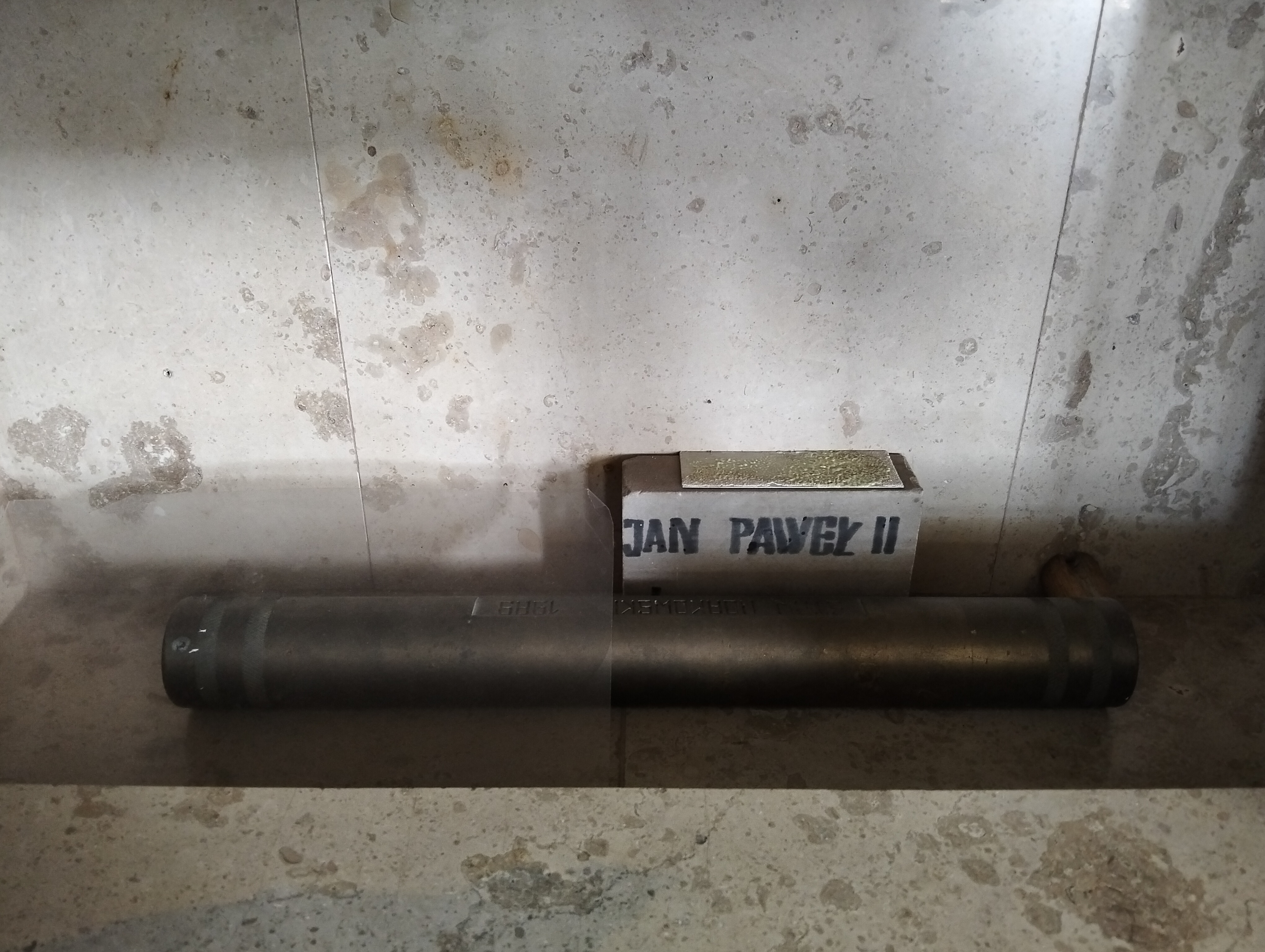
Kamień węgielny